# Golden Gala 2017
Golden Gala 2017 – mityng lekkoatletyczny, który odbył się 8 czerwca w Rzymie. Zawody były czwartą odsłoną prestiżowej Diamentowej Ligi w sezonie 2017.

## Wyniki

### Mężczyźni
| Konkurencja:                  | 1. miejsce        | Rezultat   | 2. miejsce          | Rezultat   | 3. miejsce             | Rezultat   |
| Bieg na 100 m                 | Chijindu Ujah     | 10,02 SB   | Jimmy Vicaut        | 10,05      | Ronnie Baker           | 10,05      |
| Bieg na 200 m                 | Andre De Grasse   | 20,01 SB   | Christophe Lemaitre | 20,29 SB   | Ameer Webb             | 20,33 SB   |
| Bieg na 800 m                 | Adam Kszczot      | 1:45,96    | Kipyegon Bett       | 1:46,00    | Donovan Brazier        | 1:46,08    |
| Bieg na 110 m przez płotki    | Aries Merritt     | 13,13 =SB  | Orlando Ortega      | 13,17      | Siergiej Szubienkow    | 13,21 SB   |
| Bieg na 3000 m z przeszkodami | Conseslus Kipruto | 8:04,63 WL | Soufiane El Bakkali | 8:05,17 PB | Jairus Kipchoge Birech | 8:07,84 SB |
| Rzut oszczepem                | Thomas Röhler     | 90,06      | Johannes Vetter     | 88,15      | Keshorn Walcott        | 86,61 SB   |

### Kobiety
| Konkurencja:               | 1. miejsce        | Rezultat        | 2. miejsce             | Rezultat    | 3. miejsce              | Rezultat    |
| Bieg na 100 m              | Dafne Schippers   | 10,99           | Marie Josée Ta Lou     | 11,03 SB    | Michelle-Lee Ahye       | 11,07       |
| Bieg na 400 m              | Natasha Hastings  | 50,52 SB        | Novlene Williams-Mills | 51,04       | Olha Zemlak             | 51,08       |
| Bieg na 1500 m             | Sifan Hassan      | 3:56,22 WL, MR  | Winny Chebet           | 3:59,16 PB  | Konstanze Klosterhalfen | 3:59,30 PB  |
| Bieg na 5000 m             | Hellen Obiri      | 14:18,37 WL, NR | Agnes Jebet Tirop      | 14:33,09 PB | Letesenbet Gidey        | 14:33,32 PB |
| Bieg na 400 m przez płotki | Janeive Russell   | 54,14 SB        | Sara Petersen          | 54,35 SB    | Wenda Theron-Nel        | 54,58 SB    |
| Skok wzwyż                 | Marija Lasickienė | 2,00            | Kamila Lićwinko        | 1,96 =SB    | Julija Łewczenko        | 1,94 SB     |
| Trójskok                   | Yulimar Rojas     | 14,84           | Caterine Ibargüen      | 14,78 SB    | Olga Rypakowa           | 14,64 SB    |
| Pchnięcie kulą             | Gong Lijiao       | 19,56 SB        | Daniella Bunch         | 18,95       | Michelle Carter         | 18,86       |

## Wyniki reprezentantów Polski

### Mężczyźni
- bieg na 800 metrów: 1. Adam Kszczot – 1:45,96; 5. Marcin Lewandowski – 1:46,51
- bieg na 3000 metrów z przeszkodami: 14. Krystian Zalewski – 8:23,68

### Kobiety
- bieg na 400 metrów: 8. Justyna Święty – 51,81
- bieg na 1500 metrów: 6. Angelika Cichocka – 4:01,84; 13. Sofia Ennaoui – 4:05,40
- skok wzwyż: 2. Kamila Lićwinko – 1,96
- pchnięcie kulą: 10. Paulina Guba – 17,15

## Rekordy
Podczas mityngu ustanowiono 2 rekordy krajowe w kategorii seniorów:
| Zawodnik             | Reprezentacja | Konkurencja                        | Rezultat |
| -------------------- | ------------- | ---------------------------------- | -------- |
| Yemane Haileselassie | Erytrea       | bieg na 3000 metrów z przeszkodami | 8:11,22  |
| Hellen Obiri         | Kenia         | bieg na 5000 metrów                | 14:18,37 |